# Гезамткунстверк
Гезамткунстверк (преведено као тотално дело уметности, тотална уметност, свеукупна уметност, свеобухватна уметност, универзално дело уметности, синтеза уметности, идеално дело уметности) уметничко је дело које користе све или многе уметничке форме, или има аспирацију да то уради. Термин је немачки али је усвојену у многим језицима на пољу естетике.
Први пут је коришћен он стране немачког писца и филозофа Карла Трандорфа (Karl Friedrich Eusebius Trahndorff) у есеју 1827 године. Немачки композитор Рихард Вагнер користио је термин у два есеја 1849 године. и термин је посебно асоциран са његовим естетским идеалима. Не зна се да ли је Вагнер био упознат са Трандорфим есејом.
У 20. веку се примењује на архитектуру, а неки су покушали да га примене и на кинематофрафију.

## Пре Вагнера
Неки елементи опере, тражећи "класичнију" формулу, почели су крајем 18. века. Након дуготрајне доминације opera seria, and the da capo aria, покрет је почео да унапређује либретисте и композиторе у односу на певаче и да врати драму интензивнијем и мање моралистичком фокусу. Овај покрет, "реформа опере" је првенствено повезан са Кристоф Вилибалд Глуком и Ранијери де' Калзабиђијем. Теме у операма од стране Глука у сарадњи са Калзабиђијем настављају се кроз опере Карл Марија фон Вебер, све док Вагнер није одбацио италијанску бел канто традицију и француску "оперу спектакла", развијајући себи својствену унију музике, драме, позоришних ефеката и понекад плеса.
Међутим, ови трендови су се развили случајно, а не као одговор на специфичну филозофију уметности. Вагнер, који је препознао Глукове реформе и дивио се Веберовим радовима, желео је да консолидује своје погледе, првобитно, као део својих радикалних друштвених и политичких ставова касних 1840-их. Пре Вагнера, други који је изразио идеје уније уметности, позната тема међу немачким романтичарима, је Трандорф у чијем се есеју реч први пут и појављује, а и само име есеја је сликовито "Естетика, или теорија о филозофији уметности". Други који су писали о синтези уметности укључују Готфрид Лесинга, Лудвига Тикаа и Новалиса. Карл Марија фон Вебер ентузијастично описује Е. Т. А Хофманову оперу Ундине (1816) као „уметнички рад који је сам по себи комплетан, у којем се делимични доприноси сродних и сарађујућих уметности стапају, нестају и у нестајању, некако формирају нови свет“.

## Вагнерове идеје
Вагнер користи термин Гезамткунстверк у само две прилике, у есејима "Уметност и револуција" и "Уметност будућности" које је написао 1849 године где говори о свом идеалу о уједињењу свих уметности преко позоришта. У овим есејима такође користи многе сличне изразе као 'конзумирајућа уметност будућности', 'интегрисана драма' и често користи израз 'Gesamtkunst'. То дело уметности би било најјаснији и најпрефињенији израз народних прича и легенди.
Вагнер је мислио да су грчке трагедије Есхила најбољи пример уметничке синтезе (и ако су имале своје мане), а та синтеза је покварена од стране Еурипида. Вагнер је мислио да су уметности све до тада (1850-е) ишле даље и даље од идеале, резултирајући у катастрофама Велика опера. Вагнер је веровао да су та дела славила бравура певање, позоришне ефекте и бесмислене заплете. У "Уметност и револуција" Вагнер користи термин Гезамткунстверк у контексту грчке трагедије. У "Уметност будућности" користи реч као свој до тада још неостварен идеал.
У опширној књизи "Опера и драма" разрађује ове идеје даље, описујући детаљно идеју уније опере и драме(касније названу музичка драма, и ако се Вагнер противио том опису) у коме су индивидуалне уметности потчињене заједничкој сврси.
Вагнерова опера Прстен Нибелунга, а посебно делови Рајнско злато и Валкира престављају најближе колико је он или било ко други, дошао до реализације ових идеала. Он сам ће се касније удаљити од идеала и писаће више у оперском стилу.

## У архитектури
Неки писци у архитектури су користили термин Гезамткунстверк да означе околности у којима је архитекта одговоран за дизајн и/или надгледање целокупне зграде: фасада, ацесоари, намештај и пејзажна архитектура. Тешко је рећи када је термин први пут употребљен са станишта зграде и њених садржаја (термин није коришћен у овом контексту пре 20. века). Већ у Ренесанси, уметници као Микеланђело нису видели јасну поделу између својих комисија у архитектури, ентеријеру, скулптури, слици па чак и инжеренским пословима. Историчар Роберт Л. Делевој је тврдио да Сецесија, представља суштински декоративни тренд који је заснован на идеју архитектуралног гезамткунстверка.
Међутим, докази о комплетним ентеријерима који представљају концепт гезамткунстверк могу се видети још пре 1890-их. Међу архитектима у 18. и 19. веку долазило је до тренда да контролишу сваки аспект архитектонске комисије. Осим што су били одговорни за архитектуру, покушали су да прошире своју улогу и на дизајнирање (или барем проверу) сваког аспекта унутрашњег рада. То је обухватало не само унутрашње архитектонске карактеристике већ је проширено и на дизајн тепиха, намештаја, тапета, итд. Роберт Адам and Август Пугин су примери овог тренда и покушаја да створи хармонија, у неким случајевима то је укључивало чак есцајг, порцелан, стакло, итд.
Кућа мајолика и Кућа медаљона од стране Ото Вагнера су сјајан пример тоталне уметности, али и Јосиф Хофманов Дворац Стокле где је чак и мода укућана узета у обзир и дизајнирана је у одговарајућем стилу. Дворац представља најзначајније дело тоталне уметности коју је креирала Бечка радионица.